# Aulonia kratochvili
Aulonia kratochvili är en spindelart som beskrevs av Dunin, Buchar och Karel Absolon 1986. Aulonia kratochvili ingår i släktet Aulonia och familjen vargspindlar. Inga underarter finns listade.